# Lista de senadores do Brasil da 53.ª legislatura
Esta é a lista de senadores do Brasil da 53.ª legislatura do Congresso Nacional. Inclui-se o nome civil dos parlamentares, o partido ao qual eram filiados na data da posse, sua unidade federativa de origem, bem como outras informações. Esta legislatura do Senado Federal durou de 1 de fevereiro de 2007 a 31 de janeiro de 2011.

## Composição das bancadas
| Partido | Líder               | Bancada | Posição      |
| ------- | ------------------- | ------- | ------------ |
| PMDB    | Eunício Oliveira    | 16 / 81 | Governo      |
| PSDB    | Álvaro Dias         | 16 / 81 | Oposição     |
| DEM     | José Agripino Maia  | 15 / 81 | Oposição     |
| PT      | Humberto Costa      | 10 / 81 | Governo      |
| PTB     | Fernando Collor     | 6 / 81  | Governo      |
| PR      | Alfredo Nascimento  | 6 / 81  | Governo      |
| PDT     | Acir Gurgacz        | 3 / 81  | Governo      |
| PSB     | Renato Casagrande   | 2 / 81  | Governo      |
| PRB     | Marcelo Crivella    | 2 / 81  | Governo      |
| PP      | Francisco Dornelles | 1 / 81  | Governo      |
| PSC     | Mão Santa           | 1 / 81  | Oposição     |
| PPS     | Patrícia Saboya     | 1 / 81  | Oposição     |
| PCdoB   | Inácio Arruda       | 1 / 81  | Governo      |
| PSOL    | José Nery Azevedo   | 1 / 81  | Independente |

## Mesa diretora
| Imagem | Cargo              | Nome                                                        | Partido | Estado            |
| ------ | ------------------ | ----------------------------------------------------------- | ------- | ----------------- |
|        | Presidente         | José Sarney (José Sarney de Araújo Costa)                   | PMDB    | Amapá             |
|        | 1° Vice-Presidente | Tião Viana (Sebastião Afonso Viana Macedo Neves)            | PT      | Acre              |
|        | 2° Vice-Presidente | Álvaro Dias (Álvaro Fernandes Dias)                         | PSDB    | Paraná            |
|        | 1° Secretário      | Efraim Morais (Efraim de Araújo Morais)                     | DEM     | Paraíba           |
|        | 2° secretário      | Gerson Camata                                               | PMDB    | Espírito Santo    |
|        | 3° Secretário      | César Borges (César Augusto Rabello Borges)                 | PR      | Bahia             |
|        | 4° Secretário      | Magno Malta (Magno Pereira Malta)                           | PR      | Espírito Santo    |
|        | 1° Suplente        | Fernando Collor de Mello (Fernando Affonso Collor de Mello) | PTB     | Alagoas           |
|        | 2° Suplente        | Antônio Carlos Valadares                                    | PSB     | Sergipe           |
|        | 3° Suplente        | Paulo Paim (Paulo Renato Paim)                              | PT      | Rio Grande do Sul |
|        | 4° Suplente        | Cristovam Buarque (Cristovam Ricardo Cavalcanti Buarque)    | PDT     | Distrito Federal  |

## Senadores em exercício ao fim da legislatura
| Imagem              | Nome                                                                     | Partido | Início de mandato | Fim de mandato | Observações                                                      |
| Acre                | Acre                                                                     | Acre    | Acre              | Acre           | Acre                                                             |
| ------------------- | ------------------------------------------------------------------------ | ------- | ----------------- | -------------- | ---------------------------------------------------------------- |
|                     | Geraldo Mesquita Jr (Geraldo Gurgel de Mesquita Júnior)                  | PMDB    | 2003              | 2011           | [ 1 ]                                                            |
|                     | Marina Silva (Maria Osmarina Marina Silva Vaz de Lima)                   | PT      | 1995              | 2011           |                                                                  |
|                     | Tião Viana (Sebastião Afonso Viana Macedo Neves)                         | PT      | 1999              | 2011           | Eleito Governador do Acre em 2010                                |
| Alagoas             |                                                                          |         |                   |                |                                                                  |
|                     | Fernando Collor de Mello (Fernando Affonso Collor de Mello)              | PTB     | 2007              | 2015           |                                                                  |
|                     | Renan Calheiros (José Renan Vasconcelos Calheiros)                       | PMDB    | 1995              | 2019           | [ 3 ]                                                            |
|                     | João Tenório (João Evangelista da Costa Tenório)                         | PSDB    | 2007              | 2011           | Suplente de Teotônio Vilela Filho.                               |
| Amapá               |                                                                          |         |                   |                |                                                                  |
|                     | Gilvam Borges (Gilvam Pinheiro Borges)                                   | PMDB    | 2005              | 2011           | Entrou no lugar de João Capiberibe, cassado em 2004              |
|                     | José Sarney (José Sarney de Araújo Costa)                                | PMDB    | 1991              | 2015           | [ 5 ]                                                            |
|                     | Papaléo Paes (João Bosco Papaléo Paes)                                   | PSDB    | 2003              | 2011           | [ 6 ]                                                            |
| Amazonas            |                                                                          |         |                   |                |                                                                  |
|                     | Arthur Virgílio (Arthur Virgílio do Carmo Ribeiro Neto)                  | PSDB    | 2003              | 2011           | [ 7 ]                                                            |
|                     | Alfredo Nascimento (Alfredo Pereira do Nascimento)                       | PR      | 2007              | 2015           |                                                                  |
|                     | Jefferson Praia (Jefferson Praia Bezerra)                                | PSDB    | 2008              | 2011           | Suplente de Jefferson Peres.                                     |
| Bahia               |                                                                          |         |                   |                |                                                                  |
|                     | Antônio Carlos Magalhães Jr (Antonio Carlos Peixoto de Magalhães Júnior) | DEM     | 2007              | 2011           | Suplente de Antônio Carlos Magalhães.                            |
|                     | César Borges (César Augusto Rabello Borges)                              | PR      | 2003              | 2011           | [ 10 ]                                                           |
|                     | João Durval (João Durval Carneiro)                                       | PDT     | 2007              | 2015           |                                                                  |
| Ceará               |                                                                          |         |                   |                |                                                                  |
|                     | Inácio Arruda (Inácio Francisco de Assis Nunes Arruda)                   | PCdoB   | 2007              | 2015           | Vice-presidente da CDT.                                          |
|                     | Patrícia Saboya (Patrícia Lúcia Saboya Ferreira Gomes)                   | PDT     | 2003              | 2011           | [ 12 ]                                                           |
|                     | Tasso Jereissati (Tasso Ribeiro Jereissati)                              | PSDB    | 2003              | 2011           | [ 13 ]                                                           |
| Distrito Federal    |                                                                          |         |                   |                |                                                                  |
|                     | Paulo Octávio (Paulo Octávio Alves Pereira)                              | DEM     | 2007              | 2010           |                                                                  |
|                     | Cristovam Buarque (Cristovam Ricardo Cavalcanti Buarque)                 | PDT     | 2003              | 2019           | [ 14 ]                                                           |
|                     | Gim Argello (Jorge Afonso Argello)                                       | PTB     | 2000              | 2007           | Suplente de Joaquim Roriz.                                       |
| Espírito Santo      |                                                                          |         |                   |                |                                                                  |
|                     | Gerson Camata                                                            | PMDB    | 1994              | 2011           | [ 15 ]                                                           |
|                     | Magno Malta (Magno Pereira Malta)                                        | PR      | 2003              | 2019           | [ 16 ]                                                           |
|                     | Renato Casagrande (José Renato Casagrande)                               | PSB     | 2011              | 2014           |                                                                  |
| Goiás               |                                                                          |         |                   |                |                                                                  |
|                     | Demóstenes Torres (Demóstenes Lazaro Xavier Torres)                      | DEM     | 2003              | 2012           | Teve o mandato cassado                                           |
|                     | Lúcia Vânia (Lúcia Vânia Abrão Costa)                                    | PSDB    | 2003              | 2019           | [ 18 ]                                                           |
|                     | Marconi Perillo (Marconi Ferreira Perillo Júnior)                        | PSDB    | 2007              | 2010           | Renunciou para assumir ao Governo de Goiás                       |
| Maranhão            |                                                                          |         |                   |                |                                                                  |
|                     | Edison Lobão                                                             | PMDB    | 1995              | 2011           | [ 20 ]                                                           |
|                     | Epitácio Cafeteira                                                       | PTB     | 2007              | 2015           |                                                                  |
|                     | Mauro Fecury (Mauro de Alencar Fecury)                                   | PMDB    | 2009              | 2011           | Suplente de Roseana Sarney.                                      |
| Mato Grosso         |                                                                          |         |                   |                |                                                                  |
|                     | Jayme Campos (Jayme Veríssimo de Campos)                                 | DEM     | 2007              | 2015           |                                                                  |
|                     | Gilberto Goellner (Gilberto Flávio Goellner)                             | DEM     | 2008              | 2011           | Suplente de Jonas Pinheiro                                       |
|                     | Serys Slhessarenko (Serys Marly Slhessarenko)                            | PT      | 2007              | 2011           | [ 23 ]                                                           |
| Mato Grosso do Sul  |                                                                          |         |                   |                |                                                                  |
|                     | Delcídio do Amaral (Delcídio do Amaral Gómez)                            | PT      | 2003              | 2019           | Teve o mandato cassado                                           |
|                     | Marisa Serrano (Marisa Joaquina Monteiro Serrano)                        | PSDB    | 2007              | 2010           |                                                                  |
|                     | Valter Pereira (Valter Pereira de Oliveira)                              | PMDB    | 2006              | 2011           | Suplente de Ramez Tebet.                                         |
| Minas Gerais        |                                                                          |         |                   |                |                                                                  |
|                     | Eduardo Azeredo (Eduardo Brandão de Azeredo)                             | PSDB    | 2003              | 2011           | [ 25 ]                                                           |
|                     | Hélio Costa (Hélio Calixto da Costa)                                     | PMDB    | 2003              | 2011           | [ 26 ]                                                           |
|                     | Eliseu Resende                                                           | DEM     | 2002              | 2007           |                                                                  |
| Pará                |                                                                          |         |                   |                |                                                                  |
|                     | José Nery (José Nery Azevedo)                                            | PSOL    | 2007              | 2011           | Suplente de Ana Júlia Carepa.                                    |
|                     | Mário Couto (Mário Couto Filho)                                          | PSDB    | 2007              | 2015           |                                                                  |
|                     | Flexa Ribeiro (Fernando de Souza Flexa Ribeiro)                          | PSDB    | 2005              | 2019           | Suplente de Duciomar Costa, posteriormente reeleito como titular |
| Paraíba             |                                                                          |         |                   |                |                                                                  |
|                     | Efraim Morais (Efraim de Araújo Morais)                                  | DEM     | 2003              | 2011           |                                                                  |
|                     | Roberto Cavalcanti (Roberto Cavalcanti Ribeiro)                          | PRB     | 2009              | 2011           | Suplente de José Maranhão.                                       |
|                     | Cícero Lucena (Cícero Lucena Filho)                                      | PSDB    | 1999              | 2007           |                                                                  |
| Paraná              |                                                                          |         |                   |                |                                                                  |
|                     | Álvaro Dias (Álvaro Fernandes Dias)                                      | PSDB    | 1999              | 2015           | [ 29 ]                                                           |
|                     | Flávio Arns (Flávio José Arns)                                           | PSDB    | 2003              | 2011           | [ 30 ]                                                           |
|                     | Osmar Dias (Osmar Fernandes Dias)                                        | PDT     | 1995              | 2011           | [ 31 ]                                                           |
| Pernambuco          |                                                                          |         |                   |                |                                                                  |
|                     | José Jorge (José Jorge de Vasconcelos Lima)                              | PFL     | 1999              | 2007           | [ 32 ]                                                           |
|                     | Marco Maciel (Marco Antônio de Oliveira Maciel)                          | DEM     | 2003              | 2011           | [ 33 ]                                                           |
|                     | Sérgio Guerra (Severino Sérgio Estelita Guerra)                          | PSDB    | 2003              | 2011           | [ 34 ]                                                           |
| Piauí               |                                                                          |         |                   |                |                                                                  |
|                     | João Vicente Claudino (João Vicente de Macêdo Claudino)                  | PTB     | 2007              | 2015           | [ 35 ]                                                           |
|                     | Heráclito Fortes (Heráclito de Sousa Fortes)                             | DEM     | 2003              | 2011           | [ 36 ]                                                           |
|                     | Mão Santa (Francisco de Assis de Moraes Souza)                           | PSC     | 2003              | 2011           |                                                                  |
| Rio de Janeiro      |                                                                          |         |                   |                |                                                                  |
|                     | Marcelo Crivella (Marcelo Bezerra Crivella)                              | PRB     | 2003              | 2016           | Eleito prefeito do Rio de Janeiro em 2016                        |
|                     | Regis Fichtner (Regis Velasco Fichtner Pereira)                          | PMDB    | 2010              | 2011           | Suplente de Sérgio Cabral.                                       |
|                     | Francisco Dornelles (Francisco Oswaldo Neves Dornelles)                  | PP      | 2007              | 2015           |                                                                  |
| Rio Grande do Norte |                                                                          |         |                   |                |                                                                  |
|                     | Rosalba Ciarlini (Rosalba Ciarlini Rosado)                               | DEM     | 2007              | 2010           |                                                                  |
|                     | Garibaldi Alves Filho                                                    | PMDB    | 2003              | 2019           |                                                                  |
|                     | José Agripino (José Agripino Maia)                                       | DEM     | 1995              | 2019           |                                                                  |
| Rio Grande do Sul   |                                                                          |         |                   |                |                                                                  |
|                     | Paulo Paim (Paulo Renato Paim)                                           | PT      | 2003              | 2019           |                                                                  |
|                     | Pedro Simon (Pedro Jorge Simon)                                          | PMDB    | 1991              | 2015           | Um dos três senadores com mais tempo de mandato.                 |
|                     | Sérgio Zambiasi (Sérgio Pedro Zambiasi)                                  | PTB     | 2003              | 2011           |                                                                  |
| Rondônia            |                                                                          |         |                   |                |                                                                  |
|                     | Fátima Cleide (Fátima Cleide Rodrigues da Silva)                         | PT      | 2003              | 2011           |                                                                  |
|                     | Expedito Júnior (Expedito Gonçalves Ferreira Junior)                     | PSDB    | 2004              | 2007           |                                                                  |
|                     | Valdir Raupp                                                             | PMDB    | 2003              | 2019           |                                                                  |
| Roraima             |                                                                          |         |                   |                |                                                                  |
|                     | Augusto Botelho (Augusto Affonso Botelho Neto)                           | PT      | 2003              | 2011           |                                                                  |
|                     | Mozarildo Cavalcanti (Francisco Mozarildo de Melo Cavalcanti)            | PTB     | 1999              | 2015           |                                                                  |
|                     | Romero Jucá (Romero Jucá Filho)                                          | PMDB    | 1995              | 2019           |                                                                  |
| Santa Catarina      |                                                                          |         |                   |                |                                                                  |
|                     | Ideli Salvatti                                                           | PT      | 2003              | 2011           |                                                                  |
|                     | Raimundo Colombo (João Raimundo Colombo)                                 | DEM     | 2007              | 2015           |                                                                  |
|                     | Neuto de Conto (Neuto Fausto de Conto)                                   | PMDB    | 2006              | 2011           | Suplente de Leonel Pavan.                                        |
| São Paulo           |                                                                          |         |                   |                |                                                                  |
|                     | Aloizio Mercadante (Aloizio Mercadante Oliva)                            | PT      | 2003              | 2011           |                                                                  |
|                     | Eduardo Suplicy (Eduardo Matarazzo Suplicy)                              | PT      | 1991              | 2015           |                                                                  |
|                     | Romeu Tuma                                                               | DEM     | 2003              | 2010           |                                                                  |
| Sergipe             |                                                                          |         |                   |                |                                                                  |
|                     | Almeida Lima (José Almeida Lima)                                         | PMDB    | 2003              | 2011           |                                                                  |
|                     | Antônio Carlos Valadares                                                 | PSB     | 1995              | 2003           |                                                                  |
|                     | Maria do Carmo Alves (Maria do Carmo do Nascimento Alves)                | DEM     | 1999              | 2015           |                                                                  |
| Tocantins           |                                                                          |         |                   |                |                                                                  |
|                     | Kátia Abreu (Kátia Regina de Abreu)                                      | DEM     | 2007              | 2015           |                                                                  |
|                     | João Ribeiro (João Batista de Jesus Ribeiro)                             | PR      | 2003              | 2019           |                                                                  |
|                     | Vicentinho Alves (Vicente Alves de Oliveira)                             | PR      | 2009              | 2019           |                                                                  |